# Avocado
Avocadotræet (Persea americana) er et lille, stedsegrønt træ med en kroget vækstform. Frugten (avocado) er vitaminrig (især B-, E- og K vitamin) og meget rig på umættede fedtsyrer. Ordet avocado (eller avokado) kommer fra det indianske sprog Nahuatl, hvor Aguacatl [a-wa-katl] = "avocado".

## Beskrivelse
Avocadotræets bark er først glat og lysegrøn. Senere bliver den olivengrøn, for derefter at skifte til en gråbrun farve med knudrede korkporer. Gamle grene og stammer kan få en opsprækkende, lysebrun bark. Knopperne er spredtstillede, udspærrede, ægformede og lysegrønne.
Bladene er ovale og læderagtige med hel rand. Oversiden er blank og græsgrøn med lyse bladribber, mens undersiden er næsten blåligt lysegrå. Blomstringen sker i april-maj, hvor man finder blomsterne samlet i store, endestillede bundter, der består af oprette klaser. De enkelte blomster er regelmæssige og 6-tallige med gulgrønne kronblade. Frugten er et pæreformet bær med et nopret og græsgrønt til næsten sort, læderagtigt skind. Frugtkødet er hvidt, bleggult eller lysegrønt og smøragtigt i konsistensen. Den enlige kerne er kuglerund og ligner en nød.
Højde x bredde og årlig tilvækst: 15 x 10 m (30 x 20 cm/år). Disse tal drejer sig om dyrkede træer. I hjemlandet skal de kunne nå højder på op til 30 m. Under dyrkning holdes træerne som regel nede i passende plukkehøjde ved beskæring.

## Hjemsted
Træet hører hjemme i det sydlige Mexico og i det øvrige Mellemamerika, hvor det vokser i bjergskove. Dyrkes også i Californien, Spanien, Tyrkiet og Israel / Palæstina.
I Puerto Rico vokser arten i forholdsvis tørre bjergskove sammen med bl.a. Andira inermis, bleg prosopis, Bursera simaruba, duftakacie, Sterculia apetala, tamarinde og tibettræ (engelsk).

## Billeder
- Blade
- Blomster
- Frugter
- Frugter

## Note
1. ↑  R. Tony Pennington, Gwilym P. Lewis og James A. Ratter (red.): Neotropical savannas and seasonlly dry forests, 2006, ISBN 978-0-8493-2987-6 (side 375 ff). Se teksten online

| Portal | Portal:Botanik |